# Rouleau
Rouleau es un pueblo canadiense situado en la provincia de Saskatchewan.

## Superficie
Rouleau tiene una superficie de 1,54 km².

## Demografía
En 2021, tenía 505 habitantes, una densidad poblacional de 328,1 hab./km², y 221 viviendas.